# Agoseris
 Agoseris  raf., 1817 è un genere di piante angiosperme dicotiledoni della famiglia delle Asteraceae.

## Etimologia
Il nome del genere (Agoseris) deriva dal nome greco per una pianta antica chiamata "cicoria di capra".
Il nome scientifico del genere è stato definito dal botanico Constantine Samuel Rafinesque (1783 - 1840) nella pubblicazione " Florula Ludoviciana, or, a Flora of the State of Louisiana. Translated, Revised, and Improved, from the French of C.C.Robin, by C.S.Rafinesque. New York" (  Fl. Ludov. 58 ) del 1817.

## Descrizione

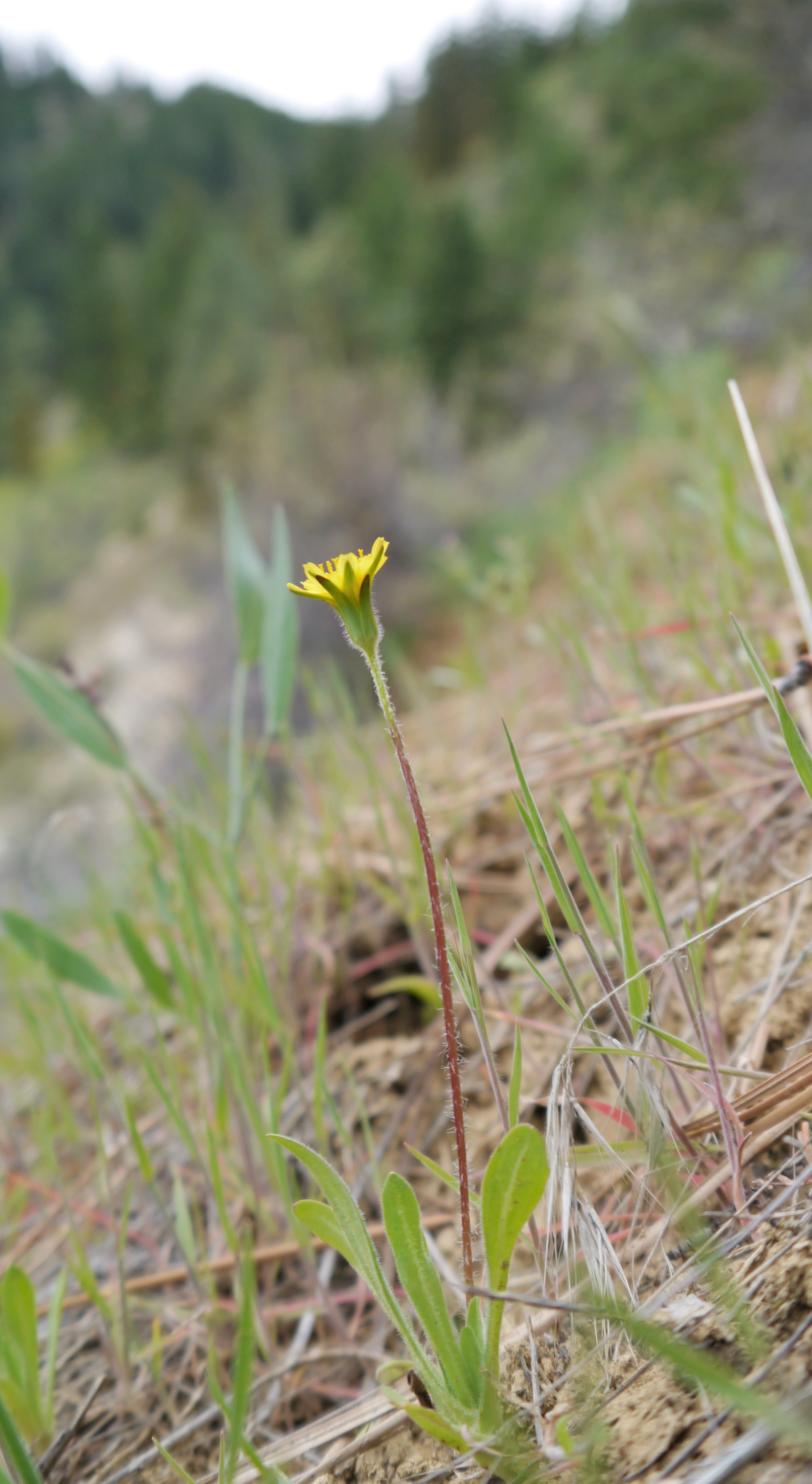
Il portamento
Agoseris heterophylla

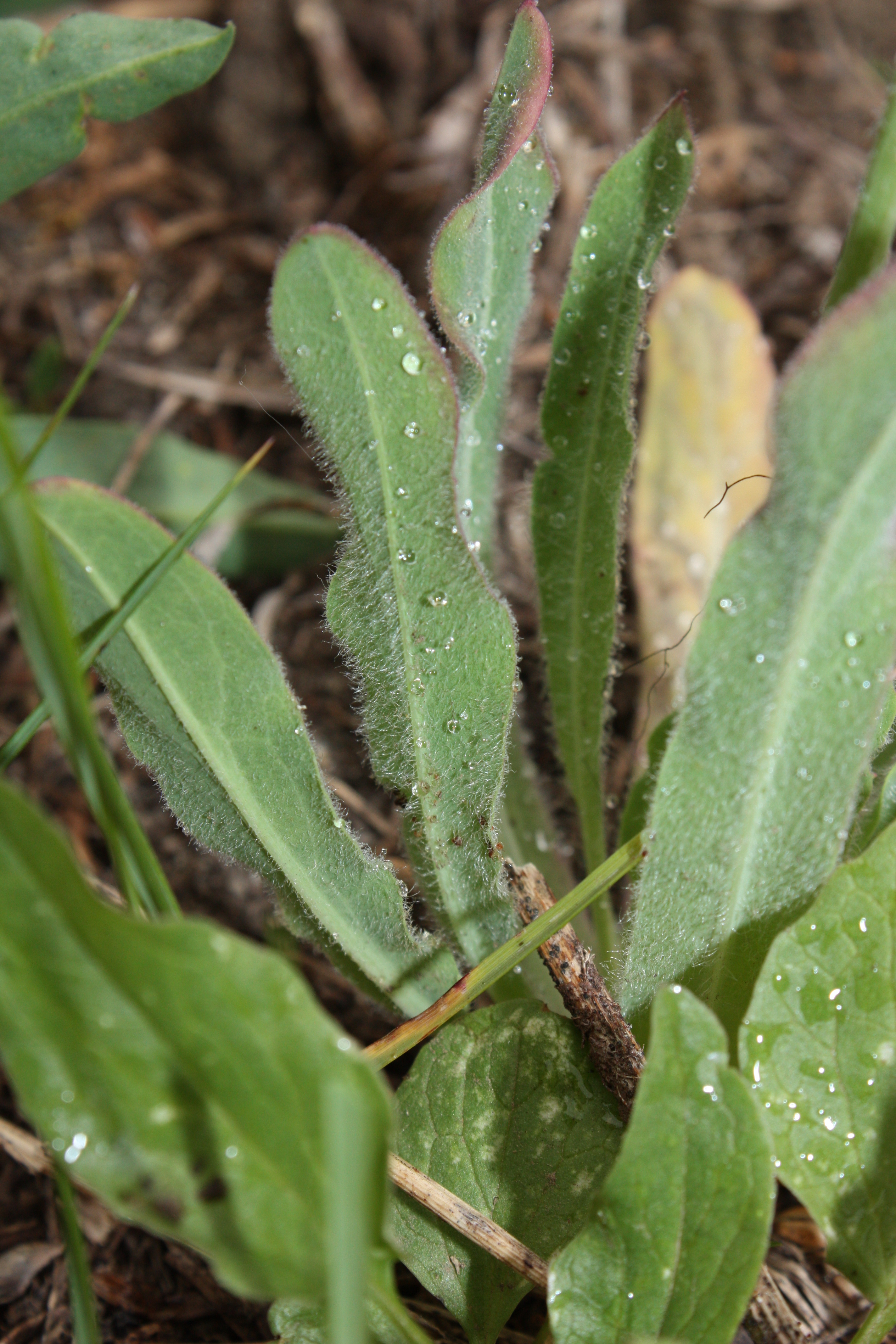
Le foglie
Agoseris glauca

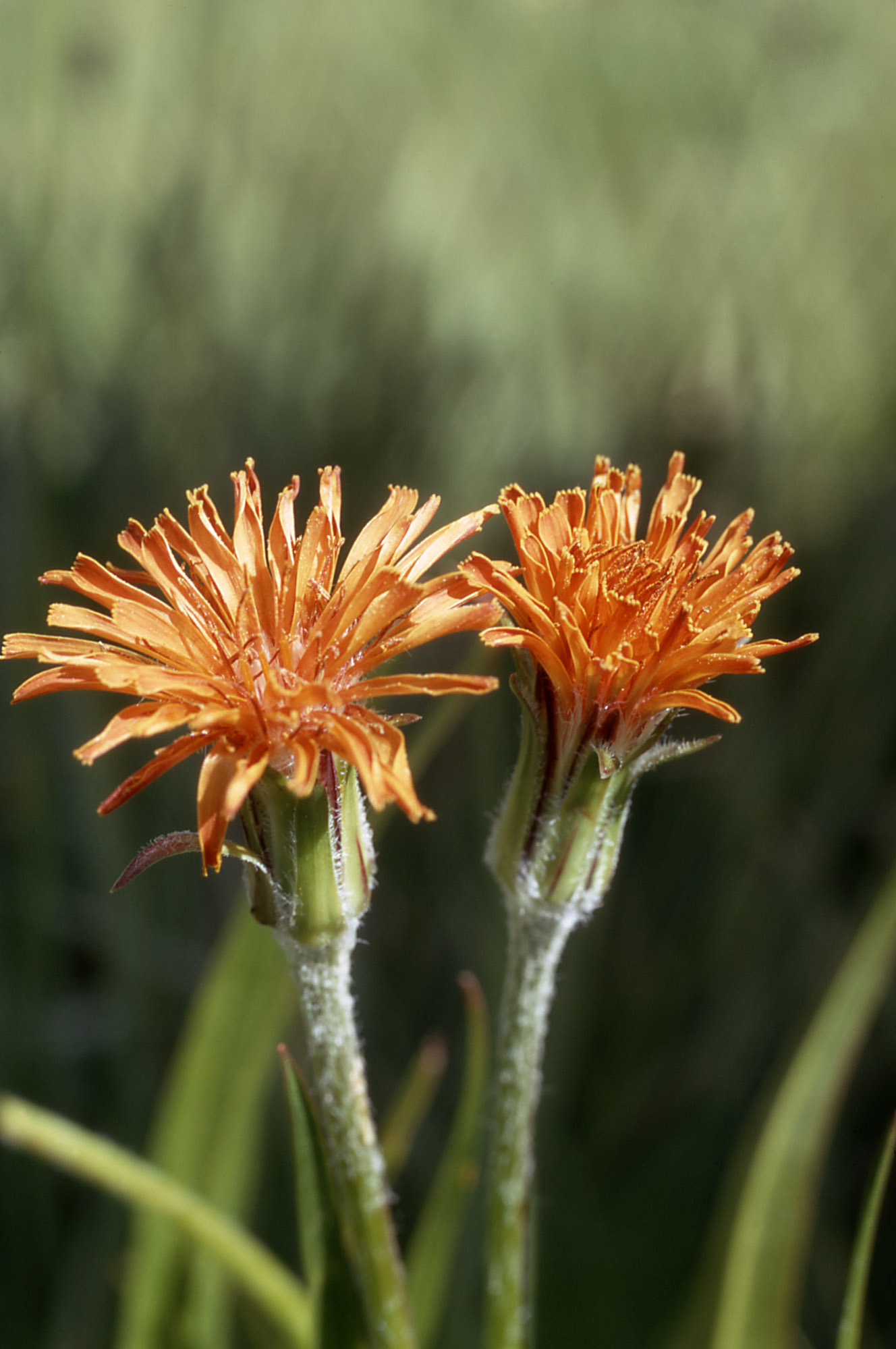
Infiorescenza
Agoseris aurantiaca

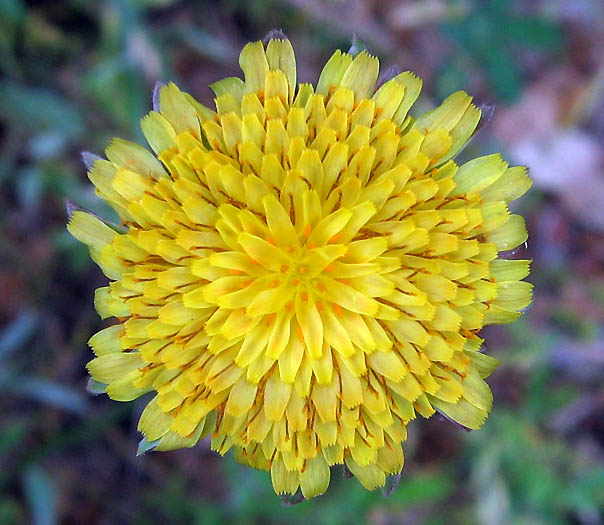
I fiori
Agoseris grandiflora

Habitus. Le specie di questo genere, con cicli biologici annuali o perenni, sono a portamento scaposo. Tutte le specie del gruppo sono provviste di latice.
Fusto. I fusti (fino a 5 per pianta), in genere sono eretti, ascendenti e semplici. Le radici in genere sono di tipo fittonante. Altezza media dei fusti: 5 – 60 cm.
Foglie. Sono presenti sia foglie formanti delle rosette basali (in prevalenza) che cauline con disposizione alterna. Le lamine sono intere o dentate (raramente pennatifide con 2 - 11 paia di lobi)); la forma della lamina varia da lineare-lanceolata a spatolata. Le foglie basali sono picciolate. La superficie può essere ricoperta da peli semplici o ramificati.
Infiorescenza. L'infiorescenza è composta da uno o più capolini terminali. I capolini, solamente di tipo ligulifloro, sono formati da un involucro composto da diverse brattee (o squame) all'interno delle quali un ricettacolo fa da base ai fiori ligulati. L'involucro ha una forma da cilindrica a emisferica ed è formato da 2 - 5 serie di brattee (brattee totali: 10 - 50). Le brattee sono colorate di verde o porpora-roseo con forme da strettamente lanceolate a largamente ovate o obovate; gli apici sono da ottusi a acuminati. Il ricettacolo, alla base dei fiori, può essere cigliato, oppure può essere nudo (senza pagliette). Diametro dell'involucro: 2 – 20 mm.
Fiori. I fiori (da 5 a 500), tutti ligulati, sono tetra-ciclici (ossia sono presenti 4 verticilli: calice – corolla – androceo – gineceo) e pentameri (ogni verticillo ha in genere 5 elementi). I fiori sono ermafroditi, fertili e zigomorfi.
- Formula fiorale:

*/x K {\displaystyle \infty }, [C (5), A (5)], G 2 (infero), achenio
- Calice: i sepali del calice sono ridotti ad una coroncina di squame.
- Corolla: le corolle sono formate da un tubo e da una ligula terminante con 5 denti; il colore è giallo, a volte striato di violetto o aranciato (o quasi rosso), ma anche bianco o rosa.
- Androceo: gli stami sono 5 con filamenti liberi e distinti, mentre le antere sono saldate in un manicotto (o tubo) circondante lo stilo.[12] Le antere sono codate e allungate con una appendice apicale; i filamenti sono lisci. Il polline è tricolporato e di colore arancio.[13]
- Gineceo: lo stilo è filiforme. Gli stigmi dello stilo sono due divergenti, corti, smussati e ricurvi con la superficie stigmatica posizionata internamente (vicino alla base).[14] L'ovario è infero uniloculare formato da 2 carpelli.

Frutti. I frutti sono degli acheni con pappo. Gli acheni sono da colonnari a fusiformi, affusolati fino al becco (non sono compressi) ma strettamente conici o obconici; sono provvisti di 10 coste longitudinali. Gli acheni sono lunghi 2 – 10 mm; il becco è lungo 0,1 - 4 volte il corpo. Il pappo si compone di setole (da 50 a 125) scabre o barbate disposte su 1 - 6 serie.

## Biologia
- Impollinazione: l'impollinazione avviene tramite insetti (impollinazione entomogama tramite farfalle diurne e notturne).
- Riproduzione: la fecondazione avviene fondamentalmente tramite l'impollinazione dei fiori (vedi sopra).
- Dispersione: i semi (gli acheni) cadendo a terra sono successivamente dispersi soprattutto da insetti tipo formiche (disseminazione mirmecoria). In questo tipo di piante avviene anche un altro tipo di dispersione: zoocoria. Infatti gli uncini delle brattee dell'involucro (se presenti) si agganciano ai peli degli animali di passaggio disperdendo così anche su lunghe distanze i semi della pianta.

## Distribuzione e habitat
La distribuzione è unicamente Americana (Nordamerica, Cile e Argentina).

## Tassonomia
La famiglia di appartenenza di questa voce (Asteraceae o Compositae, nomen conservandum) probabilmente originaria del Sud America, è la più numerosa del mondo vegetale, comprende oltre 23.000 specie distribuite su 1.535 generi, oppure 22.750 specie e 1.530 generi secondo altre fonti (una delle checklist più aggiornata elenca fino a 1.679 generi). La famiglia attualmente (2021) è divisa in 16 sottofamiglie.

### Filogenesi
Il genere di questa voce appartiene alla sottotribù Microseridinae della tribù Cichorieae (unica tribù della sottofamiglia Cichorioideae). In base ai dati filogenetici la sottofamiglia Cichorioideae è il terz'ultimo gruppo che si è separato dal nucleo delle Asteraceae (gli ultimi due sono Corymbioideae e Asteroideae). La sottotribù Microseridinae fa parte del "quinto" clade della tribù; in questo clade insieme alla sottotribù Cichoriinae forma un "gruppo fratello".
I seguenti caratteri sono distintivi per la sottotribù:
- il polline è colorato di arancio;
- la distribuzione è relativa al Nuovo Mondo.

Il genere di questa voce, nell'ambito della sottotribù, occupa una posizione abbastanza centrale e vicina al genere Microseris Alcuni Autori, considerando l'estensione della subtribù, l'hanno suddivisa in 8 entità (o alleanze) informali. Il genere di questa voce è stato associato al gruppo Alleanza Microseris, formata da Agoseris, Microseris e Nothocalais, Stebbinsoseris e Uropappus (questi ultimi tre generi sono spesso considerati sinonimi di Microseris).
Le specie di Agoseris esibiscono una grande plasticità morfologica inoltre la difficoltà nell'identificare correttamente i singoli esemplari è aggravata da tratti che possono variare da regione a regione. Inoltre l'ibridazione tra i membri del genere è comune, specialmente tra i taxa poliploidi, e alcune popolazioni ibride sembrano essere persistenti.
I caratteri distintivi per le specie di questo genere sono:
- i capolini sono privi di foglie;
- la porzione basale delle setole del pappo non è mai ampia.

Il numero cromosomico della specie è: 2n = 18 (specie diploidi e tetraploidi).

### Elenco delle specie
Questo genere ha 12 specie:
- Agoseris apargioides (Less.) Greene
- Agoseris aurantiaca  (Hook.) Greene
- Agoseris chilensis  Greene
- Agoseris coronopifolia  (d'Urv.) K.L.Chambers
- Agoseris elata  Greene
- Agoseris glauca  (Pursh) Raf.
- Agoseris grandiflora  (Nutt.) Greene
- Agoseris heterophylla  (Nutt.) Greene
- Agoseris hirsuta  Greene
- Agoseris monticola  Greene
- Agoseris parviflora  (Nutt.) D.Dietr.
- Agoseris retrorsa  Greene

### Sinonimi
Sono elencati alcuni sinonimi per questa entità:
- Ammogeton Schraɖ
- Cryptopleura  Nutt.
- Kymapleura  (Nutt.) Nutt.
- Macrorhynchus  Less.
- Stylopappus  Nutt.
- Trochoseris  Poepp. & Endl.
- Troximon  Nutt.